# 庭州
庭州（ていしゅう）は、中国にかつて存在した州。

## 北庭の庭州
本節では、唐代に現在の新疆ウイグル自治区昌吉回族自治州一帯に設置された庭州について述べる。640年（貞観14年）、唐の侯君集が高昌を討ったとき、西突厥は可汗浮図城にあって高昌に呼応していた。侯君集は高昌を下し、可汗浮図城を降伏させた。646年（貞観20年）、唐が西突厥の阿史那賀魯を帰順させると、その部落をこの地に移し、庭州を置いた。702年（長安2年）、庭州に北庭都護府が置かれた。庭州は金満・輪台・蒲類の3県を管轄した。762年（宝応元年）、西海県が新設されて、庭州に属した。790年（貞元6年）、庭州は吐蕃に占領された。

## 河池の庭州
本節では、現在の広西チワン族自治区河池市金城江区一帯に設置された庭州について述べる。1107年（大観元年）、北宋により宜州河池県に庭州が置かれた。庭州は広南西路に属し、河池・懐徳の2県と靖南・安遠の2砦を管轄した。1110年（大観4年）、庭州は廃止された。1462年（天順6年）、明により河池県が庭州と改められたが、ほどなく河池県にもどされた。